# غوستاف شتورم
غوستاف شتورم (بالألمانية: Gustav Sturm)‏ هو عسكري نمساوي، ولد في 10 نوفمبر 1921 في لينتس في النمسا، وتوفي في 20 يناير 1973 في ألمانيا.